# L3/35
L3/35 ou mais conhecido como Carro Veloce CV-35 é um tanque italiano que lutou na Segunda Guerra Ítalo-Etiópe, na Guerra Civil Espanhola e na Segunda Guerra Mundial. Embora designado um tanque leve pelo Exército italiano, sua configuração de peso e um alto poder de fogo que pode torná-lo mais perto de contemporâneos. Foi o mais numeroso veículo de combate blindado italiano e serviu em quase toda Guerra. Os italianos lutaram na Segunda Guerra Mundial, mas mostrou-se inadequado para a guerra moderna com armadura muito fina e fraca e com armamento de apenas uma metralhadora Breda de 12,77 mm.

## Desenvolvimento
O L3/35 foi desenvolvido a partir dos quatro Carden Loyd tankettes Mark VI importados da Grã-Bretanha em 1929. O primeiro veículo desenvolvido pelos italianos do Lloyd Carden designado como o CV-29; "CV" é uma abreviatura de Carro Veloce (italiano: "tanque rápido") e "29" como o ano da adoção.